# Festival Nacional del Cabrito
El Festival Nacional del Cabrito es un festival que se da en la segunda quincena del mes de febrero en la ciudad de Recreo (Catamarca), Argentina.

## Historia
Las primeras tres noches de festival fueron en el año 1973 los días 9, 10 y 11 de Febrero. A partir del año 2006 comenzó a tener una gran convocatoria por los grandes artistas que se presentaban como Abel Pintos, Luciano Pereyra, Jorge Rojas, Paz Martínez, entre otros, hasta llegar a estar en el puesto 6 de los 10 mejores festivales folclóricos de la Argentina en el año 2007.
En los años 2012 y 2013 tuvo su punto de mayor convocatoria, siendo un público de 30.000 personas durante dos noches seguidas.

## Artistas que se presentaron a lo largo de las ediciones
Abel Pintos, Luciano Pereyra, Jorge Rojas, Paz Martínez, Soledad, Pimpinela, El Chaqueño Palavecino, León Gieco,  Sergio Galleguillo, Los Manseros Santiagueños, Luciano Pereyra, La Bersuit.

## Actividades desarrolladas durante el festival
Una de las actividades que se desarrollan durante el festival son la elección de las reinas del festival y la feria de productos artesanales de la zona.